# Venus (Florida)
Venus (IPA: [ˈviː.nəs]) è un'area non incorporata nella contea di Highlands, in Florida.
Il Venus Project vi ha posto il centro di ricerca, da cui deriva il nome dell'organizzazione.
Il 24 giugno 2012 fu colpita da un uragano, che causò la morte di una persona e danni alle proprietà.